# Rembrandtmolen (Kilder)
De Rembrandtmolen is een molen in Kilder (Gelderland).
In 1854 werd deze molen gebouwd onder de naam 't Voske, naar de achternaam van de moeder van de opdrachtgever. Het was een grondzeiler die gebruikt werd voor het vervaardigen van meel. Omdat hij weinig wind ving werd de molen verder opgemetseld en werd er een aarden wal omheen aangelegd, wat de molen tot beltmolen maakte. Bij de ramp van Borculo (1925) braken de kap, de wieken en de staart van de romp. In 1926 werd begonnen met de herbouw. Hiervoor werden delen gebruikt van een deels afgebroken molen bij Hazerswoude-Rijndijk die wel Rembrandtmolen werd genoemd, omdat de vader van Rembrandt van Rijn er molenaar zou zijn geweest. Hoewel later bleek dat Rembrandts vader op een andere molen moet hebben gewerkt, werd de Kilderse molen nu De Rembrandt genoemd.
De molen staat op de monumentenlijst. In 2014 werd begonnen met de restauratie van de molen. Begin maart 2015 werd een nieuwe rieten kap op de molen geplaatst, aan de kap werden tevens de staartbalk en de schoorbalken bevestigd. Op 1 maart 2016 is de restauratie afgerond met het plaatsen van de wieken. De roeden zijn geklonken volgens het model Franseroede. Het gevlucht heeft op de binnenroede Ten Have-kleppen met Van Busselneuzen en is op de buitenroede Oudhollands opgehekt maar ook met van Busselneuzen in plaats van een voorzoom en windborden.
De molen heeft twee maalkoppels. Verder is er een generator in de molen geplaatst.